# Görögtekercs
A görögtekercs vagy görögfolyondár (Periploca graeca) a meténgfélék családjába tartozó növényfaj. A Mediterráneum keleti felén őshonos, Olaszországtól a Kaukázusig.

## Leírása
Lombhullató, 10–15 m magasra kapaszkodó cserje. Szára csavarodó. Levelei átellenesen állnak, elliptikusak, tojásdadok vagy lánzsásak, szélük ép, rövid nyelük van. Virágzata levélhónalji vagy végálló sátor. Virágai lilák, a virág felépítése különlegesen alkalmazkodott a beporzást végző méhekhez, poszméhekhez. Május-júniusban virágzik. Termése hosszúkás, két termőlevélből áll.

## Felhasználása
Dísznövényként felhasználható pergola, virágrács befuttatására.

## Hatóanyagai
Kérgében többek között egy erős hatású szívglikozidot, periplocint tartalmaz.